# لويس بيسون
لويس بيسون (بالفرنسية: Louis Besson) هو سياسي فرنسي، ولد في 6 مايو 1937 في فرنسا. حزبياً، نشط في الحزب الاشتراكي.

## مناصب
- انتخب نائب فرنسي عن دائرة Savoie's 1st constituency [الإنجليزية]‏ خلال فترته النيابية  [لغات أخرى]‏ (23 يونيو 1988 – 30 مارس 1989).
- انتخب نائب فرنسي عن دائرة  خلال فترته النيابية  [لغات أخرى]‏ (2 أبريل 1986 – 14 مايو 1988).
- انتخب نائب فرنسي عن دائرة Savoie's 1st constituency [الإنجليزية]‏ خلال فترته النيابية  [لغات أخرى]‏ (2 يوليو 1981 – 1 أبريل 1986).
- انتخب نائب فرنسي عن دائرة Savoie's 1st constituency [الإنجليزية]‏ خلال فترته النيابية  [لغات أخرى]‏ (3 أبريل 1978 – 22 مايو 1981).
- انتخب عضو مجلس جهوي.
- انتخب رئيس بلدية [الإنجليزية]‏ شامبيري (16 مارس 2001 – 6 سبتمبر 2007).
- انتخب نائب فرنسي عن دائرة Savoie's 1st constituency [الإنجليزية]‏ خلال فترته النيابية  [لغات أخرى]‏ (2 أبريل 1973 – 2 أبريل 1978).